# Tarciso
José Tarciso de Souza, detto Tarciso (São Geraldo, 15 settembre 1951 – Porto Alegre, 6 dicembre 2018), è stato un calciatore brasiliano, di ruolo attaccante.

## Caratteristiche tecniche
Giocava come attaccante. Dotato di una buona rapidità, iniziò come centravanti, per poi, una volta giunto al Grêmio, riconvertirsi in ala, spaziando su entrambe le fasce.

## Carriera

### Club
Originario dello Stato di Minas Gerais, iniziò a giocare come attaccante nell'América di Rio de Janeiro. Nel 1971 fece il suo esordio nel campionato nazionale, alla sua prima edizione, scendendo in campo per la prima volta l'8 agosto 1971 al Maracanã contro il Botafogo. La prima marcatura arrivò il 26 agosto, sempre al Maracanã, contro il Flamengo. Al termine del campionato 1972 Tarciso si trasferì al Grêmio di Porto Alegre. Vi debuttò il 26 agosto 1973 all'Estádio Olímpico Monumental contro il Santa Cruz, subentrando a Carlinhos. Con la società del Rio Grande do Sul Tarciso giocò più di duecento gare di campionato, segnando quasi ottanta reti; partecipò a cinque vittoria in àmbito statale e divenne miglior marcatore del torneo Gaúcho nel 1975. Nel 1981 vinse il Brasileirão, giocando da titolare entrambe le partite della finale, andata e ritorno, contro il San Paolo. Nel 1982 la sua squadra perse in finale con il Flamengo ma ottenne la qualificazione in Coppa Libertadores. Il Grêmio vinse la competizione, laureandosi campione del Sudamerica, e, durante la Coppa Intercontinentale a Tokyo, sconfisse l'Amburgo con doppietta di Renato Gaúcho, divenendo campione del mondo di club. Tarciso fu presente in entrambe le competizioni, giocando come ala sinistra. Lasciato il Grêmio, Tarciso giocò per il Criciúma e per il Goiás, ottenendo con quest'ultima società il torneo statale; dal 1987 al 1988 disputò il campionato paraguaiano con la maglia del Cerro Porteño. Nel 1990 si ritirò con il São José.

### Nazionale
Debuttò con la maglia del Brasile il 1º aprile 1978 contro la Francia al Parco dei Principi di Parigi, venendo poi sostituito da Gil. Giocò poi contro il Paraguay il 24 ottobre 1979, venne incluso tra i convocati per la Copa América 1979.

## Palmarès

### Club

#### Competizioni statali
- Campionato Gaúcho: 5

Grêmio: 1977, 1979, 1980, 1985, 1986
- Campionato Goiano: 2

Goiás: 1986

#### Competizioni nazionali
- Campionato brasiliano: 1

Grêmio: 1981
- Campionato paraguaiano: 1

Cerro Porteño: 1987

#### Competizioni internazionali
- Coppa Libertadores: 1

Grêmio: 1983
- Coppa Intercontinentale: 1

Grêmio: 1983

### Individuale
- Capocannoniere del Campionato Gaúcho: 1

1975 (13 gol)
- Bola de Prata: 2

1977, 1978